# (5578) Takakura
(5578) Takakura (1987 BC) – planetoida z pasa głównego asteroid okrążająca Słońce w ciągu 4,98 lat w średniej odległości 2,91 j.a. Odkryta 28 stycznia 1987 roku.